# Anton Degen
Anton Degen (* 9. Juni 1920 in Bütthard; † 28. November 1978 in Kleinwallstadt) war von 1958 bis 1974 Mitglied des Bayerischen Landtags für die SPD.
Degens Familie zog bereits einen Monat nach seiner Geburt nach Kleinwallstadt. 1934 begann er die Lehre zum Kaufmann und war danach als kaufmännischer Angestellter in Aschaffenburg und Würzburg tätig. Während des Zweiten Weltkriegs war er im Reichsarbeitsdienst und im Militärdienst tätig. Nachdem er aus der amerikanischen Kriegsgefangenschaft entlassen worden war, war er als Verwaltungsamtmann bei der Allgemeinen Ortskrankenkasse in Aschaffenburg angestellt. Bei der SPD, der er im September 1946 beitrat, war er von 1960 an Vorsitzender des Unterbezirks Aschaffenburg, ab 1952 gehörte er dem Gemeinderat und dem Kreistag des Landkreises Obernburg an, dort war er auch Fraktionsvorsitzender. Von 1958 bis 1974 gehörte er dem Bayerischen Landtag als über die Wahlkreisliste in Unterfranken gewählter Abgeordneter an.
Anton Degen wurde am 9. Juni 1969 mit dem Bayerischen Verdienstorden ausgezeichnet.